# 圣潘塔莱昂-埃拉
圣潘塔莱昂-埃拉是奥地利下奥地利州阿姆施泰滕县的一个市镇。总面积28.3平方公里，总人口2511人，人口密度88.7人/平方公里（2005年）。

## 友好城市
- 法國 锡耶勒纪尧姆